# Richard Roberts (biochimiste)
Pour les articles homonymes, voir Richard Roberts (industriel).
Richard John Roberts, né le 6 septembre 1943 à Derby au Royaume-Uni, est un biochimiste britannique. Il reçoit le Prix Nobel de physiologie ou médecine en 1993 pour sa découverte des introns.

## Biographie
Richard Roberts fait ses études à l'université de Sheffield.
En 1993, il reçoit, avec Phillip Allen Sharp, le prix Nobel de physiologie ou médecine pour leurs travaux sur l'épissage alternatif et la découverte des introns. Il est anobli en 2008.

## Prix et distinctions
- 1993 : Prix Nobel de physiologie ou médecine
- 1995 : Membre de la Royal Society
- 2008 : Chevalier